# Любоничский сельсовет
Любо́ничский сельсовет — административная единица на территории Кировского района Могилёвской области Белоруссии. Административный центр - агрогородок Любоничи.

## Инфраструктура
На территории сельсовета расположены: производственный участок №2 ОАО «Кировский РАПТС», Любоничское лесничество, ЧУПТП «Алмак-Плюс».

## Состав
Включает 8 населённых пунктов:
- Власовичи — деревня.
- Гута — деревня.
- Игнацовка — деревня.
- Костричи — деревня.
- Курганы — деревня.
- Любоничи — агрогородок.
- Морховичи — деревня.
- Сергеевичи — деревня.

## Культура
- Этнографический музей "Спадчына" в ГУО «Любоничский учебно-педагогический комплекс детский сад-средняя школа» в агрогородке Любоничи
- Музей боевой и народной славы в ГУО «Любоничский учебно-педагогический комплекс детский сад-средняя школа» в агрогородке Любоничи